# Espagne au Concours Eurovision de la chanson 2015
L'Espagne est un des quarante pays participants au Concours Eurovision de la chanson 2015, qui se déroule à Vienne, en Autriche. Le pays est représenté par Edurne et sa chanson Amanecer, sélectionnées en interne par le diffuseur RTVE.

## Sélection
La participation espagnole est confirmée le 16 septembre 2014 par le diffuseur espagnol RTVE. Le 14 janvier 2015, le diffuseur annonce que le pays sera représenté par la chanteuse Edurne. Sa chanson Amanecer est présentée le 1er mars 2015.

## À l'Eurovision
En tant que membre du Big Five, l'Espagne est qualifiée d'office pour la finale du 23 mai 2015. Lors de celle-ci, le pays termine en 21e place avec 15 points.